# 曼迪·穆尔
阿曼达·“曼迪”·利·摩兒（英語：Amanda "Mandy" Leigh Moore，1984年4月10日—），美国创作歌手、演员。她在佛罗里达州长大，2000年代初期发表、等专辑后成名。穆尔在2002年参演电影《初恋的回忆》，展开了演员的生涯。2016年在NBC開播的電視劇《這就是我們》中擔任主演而嶄露頭角。

## 歷年專輯
- 真心真意（1999年）
- 與你相守（2000年）
- 同名專輯（2001年）
- 戀戀情深（2003年）
- 暢銷單曲精選輯（2004年）
- (2005年)
- (2007年)
- 奇幻夢境（2007年）
- （2009年）
- （2020年）
- （2022年）

## 歷年單曲
- （1999年）
- （1999年）
- （2000年）
- （2000年）
- （2001年）
- (2001年)
- (2002年)
- （2003年）
- （2004年）
- （2007年）
- （2007年）
- （2009年）

## 音樂DVD
- 真情面對曼蒂魔兒（2000年）

## 参演电影

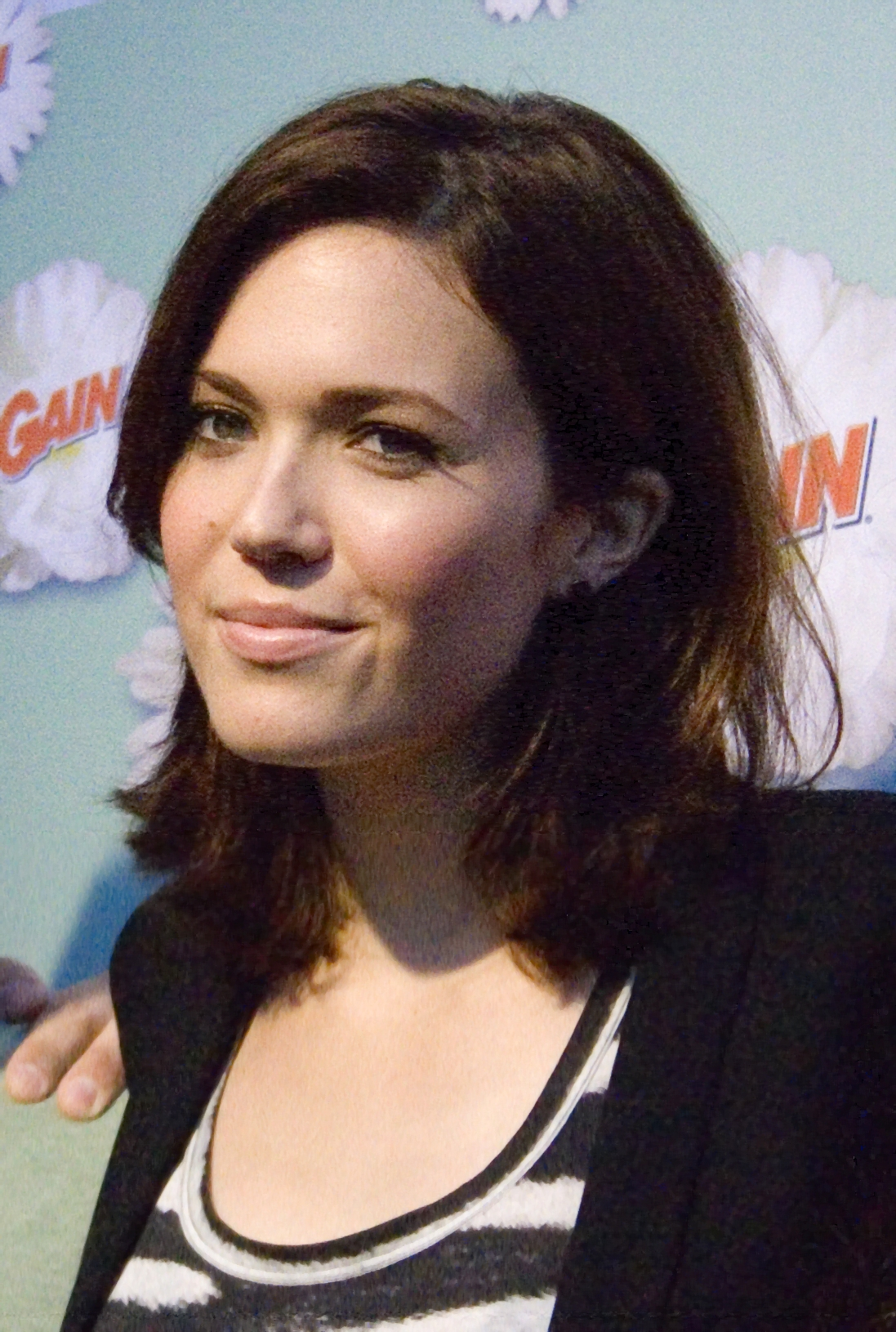

| 年份   | 电影                 | 演出角色        | 注释                              |
| ------ | -------------------- | --------------- | --------------------------------- |
| 2001年 | 公主日记（The Princess Diaries）         |                 |                                   |
| 2002年 | 初恋的回忆（A Walk to Remember）       |                 |                                   |
| 2002年 | 王国之心             |                 | 电视游戏，配音演出                |
| 2003年 | 千头万绪（How to Deal）         |                 |                                   |
| 2003年 | 十七岁初体验（All I Want）     |                 | 录影带首映                        |
| 2004年 | 总统千金游欧记（Chasing Liberty）   |                 |                                   |
| 2004年 | 被拯救者（Saved!）         |                 | 独立电影                          |
| 2005年 | 斑马竞赛（Racing Stripes）         |                 | 配音演出                          |
| 2006年 | 美国梦（American Dreamz）           |                 |                                   |
| 2006年 | 爱情和香烟（Romance & Cigarettes）       |                 |                                   |
| 2006年 | 熊的传说2（Brother Bear 2）        |                 | 配音演出；2006年8月19日录影带首映 |
| 2006年 | 实习医生风云（Scrubs）     |                 |                                   |
| 2007年 | 爱得过火（Because I Said So）         |                 |                                   |
| 2007年 | 准婚人玩謝準新人（License to Wed） |                 |                                   |
| 2007年 | 奉献（Dedication）             |                 |                                   |
| 2007年 | 南方传奇（Southland Tales）         |                 | 2007年11月9日上映                 |
| 2010年 | 魔髮奇緣（Tangled）         | 樂佩公主        | 配音演出                          |
| 2016年 | 這就是我們（This is us）       | Rebecca Pearson |                                   |
| 2018年 | 闇黑之心（The Darkest Minds）         | Cate Connor     |                                   |